# Ешин, Василий Васильевич
Василий Васильевич Ешин (1771 – 1825) — генерал-майор русской императорской армии, участник Отечественной войны 1812 года.

## Биография
Василий Ешин родился в 1771 году в дворянской семье.
Зачисленный в 1787 году капралом в Екатеринославский кирасирский полк, был затем переведен в Воронежский гусарский полк и принял участие во 2-й русско-турецкой войне. Не имея никакой протекции, Ешин 7 лет тянул лямку нижнего чина и только в 1794 году был произведён за отличия в сражении при Мациовицах в корнеты.
Переведенный в 1797 году в Александровский гусарский полк, он участвовал добровольцем в чине ротмистра в походе 1805 года.
В баталии при Аустерлице он обратил на себя внимание начальства и за боевые отличия был переведен в лейб-гвардии Гусарский полк. Совершив с лейб-гусарами поход 1807 года, он был награждён орденом Святого Владимира 4 степени и золотой саблей и, по возвращении в Россию, переведен в Татарский уланский полк подполковником.
В 1811 году произведён в полковники и в 1812 году назначен командиром Татарского уланского полка, находившегося в 3-й резервной армии. Участвуя в сражениях под Брест-Литовском, при Кобрине, Городечне и Кейданах, он был награждён орденами Святой Анны 2 степени и Святого Владимира 3 степени.
После перехода через Неман Ешин был назначен с полком в корпус генерала Винценгероде и участвовал в сражениях при Люцене и Бауцене.
18 августа 1813 года, в сражении при Кульме, Василий Ешин с Татарскими уланами и Лейб-Кирасирским Его Императорского величества полком блистательно атаковал высоты между Кульмом и Нейдорфом и, отбив 3 орудия, рассеял французскую пехоту. Произведенный за этот бой в генерал-майоры Есин был назначен в Польскую армию и участвовал в блокаде Магдебурга и Гамбурга.
Назначенный затем в распоряжение командира 2-й уланской дивизии, он исполнял должность командира бригады во 2-й уланской (1815 год), в 1-й кирасирско-егерской (1818 год) и во 2-й кирасирской дивизиях (1820 год).
В 1821 году Ешин был зачислен по кавалерии и затем назначен начальником 2-й уланской дивизии.
Василий Васильевич Ешин умер 29 мая 1825 года.